# Charlie Hall (Schauspieler, 1997)
Charles „Charlie“ Hall (* 30. Mai 1997) ist ein US-amerikanischer Schauspieler.

## Leben und Karriere
Hall wurde im Mai 1997 als Sohn von Julia Louis-Dreyfus und Brad Hall geboren. Er hat außerdem einen älteren Bruder, Henry Hall.
In Love, Victor, der Spin-Off-Serie zum Kinofilm Love, Simon, ist er als Kieran zu sehen.

## Filmografie
- 2019: Veep – Die Vizepräsidentin (Fernsehserie, 1 Episode)
- 2020: Sorry, Charlie (Webserie, 4 Episoden)
- 2020–2022: Love, Victor (Fernsehserie, 10 Episoden)
- 2021: Moxie. Zeit, zurückzuschlagen (Fernsehfilm)
- 2022: Single Drunk Female (Fernsehserie, 5 Episode)
- 2022: Bel-Air (Fernsehserie, 5 Episode)
- 2022: Big Shot (Fernsehserie, 9 Episoden)
- 2022: The Sex Lives of College Girls (Fernsehserie, 7 Episoden)
- 2024: Monster: Die Geschichte von Lyle und Erik Menendez (Monster: The Lyle and Erik Menendez Story, Miniserie)